# Bernd Barleben
Bernd Barleben (ur. 1 stycznia 1940 w Berlinie) – niemiecki kolarz torowy reprezentujący NRD, srebrny medalista olimpijski.

## Kariera
Największy sukces w karierze Bernd Barleben osiągnął w 1960 roku, kiedy wspólnie z Peterem Gröningiem, Siegfriedem Köhlerem i Manfredem Klieme zdobył srebrny medal w drużynowym wyścigu na dochodzenie podczas igrzysk olimpijskich w Rzymie. Był to jedyny medal wywalczony przez Barlebena na międzynarodowej imprezie tej rangi oraz jego jedyny start olimpijski. Ponadto wielokrotnie zdobywał medale torowych mistrzostw kraju, w tym pięć złotych. Cztery krajowe tytuły zdobył w drużynowym wyścigu na dochodzenie (1961, 1962, 1963 i 1964), a jeden w madisonie (1962). Nigdy jednak nie zdobył medalu na torowych mistrzostwach świata.